# Ritorna l'amore
Ritorna l'amore (Made for Each Other) è un film del 1939 diretto da John Cromwell.

## Trama

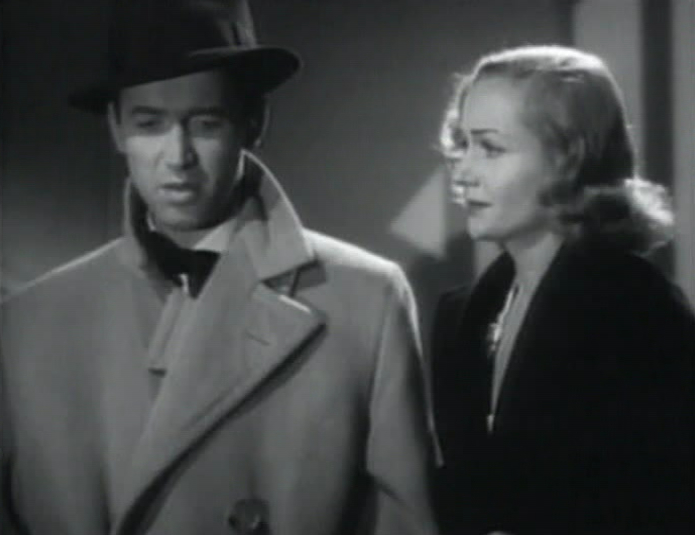
John (James Stewart) e Jane (Carole Lombard) in una scena

Un giovane avvocato di New York, John Mason, in trasferta a Boston per un caso, incontra Jane, una bella e vivace ragazza, se ne innamora immediatamente e di impulso, il giorno dopo, la sposa.
I due sposini felici, tornano a casa, ma, a causa di difficoltà economiche, vanno a vivere con la madre di lui. Harriet, la madre di John, disapprova apertamente il matrimonio e non perde occasione per sottolineare che Jane non sa cucinare, che non sa apparecchiare la tavola, che non è una buona moglie. John, pur essendo innamorato della moglie, non riesce a tenere testa a sua madre.
Nel frattempo la coppia ha un bambino, che però, poco dopo, si ammala. Tutto questo manda in crisi il rapporto di coppia.
Finalmente si riesce a trovare un rarissimo siero e, guarito il bambino, ritorna l'amore.

## Produzione
Il film è tratto dal romanzo Made for Each Other scritto da Rose Franken, la sceneggiatura è stata scritta da Jo Swerling.
Il tecnico degli effetti speciali Edmund E. Fellegi morì in un incidente mentre preparava una scena di questo film. Essendo morto prima della fine del film, Fellegi non risulta nell'elenco dei partecipanti alla realizzazione.

## Tagline
All they asked... A Chance to love! (Tutto ciò che chiedevano... una chance per amare!)